# Sokolica (województwo dolnośląskie)

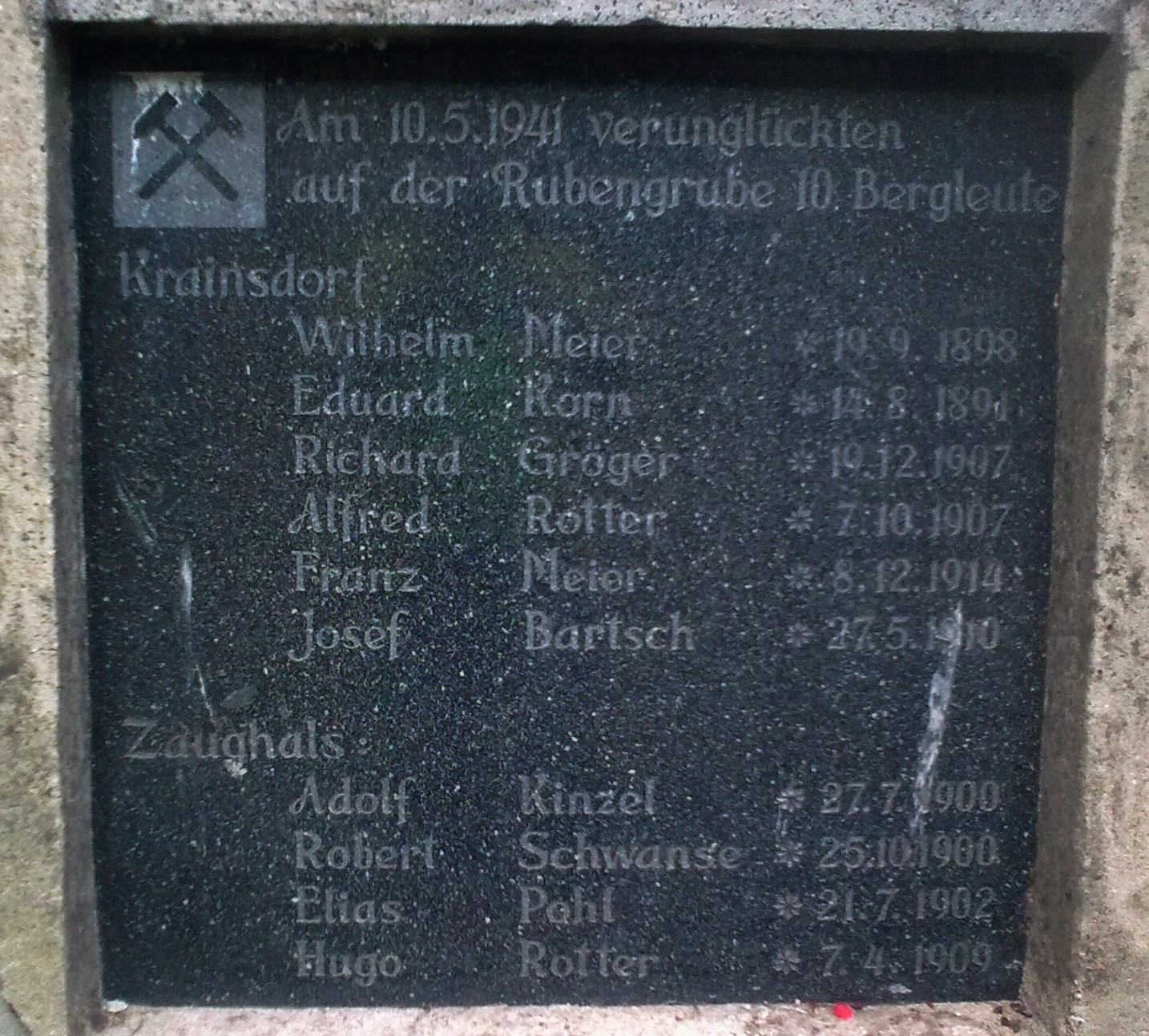
Pomnik ofiar katastrofy górniczej z Sokolicy stojący w Krajanowie

Sokolica (niem. Zaughals) – wieś w Polsce położona w województwie dolnośląskim, w powiecie kłodzkim, w gminie Nowa Ruda.

## Położenie
Sokolica to mała, rozproszona wieś długości około 1,4 km, leżąca w Sudetach Środkowych, w północnej części Wzgórz Włodzickich, na wysokości około 450–560 m n.p.m.

## Podział administracyjny
W latach 1975–1998 miejscowość położona była w województwie wałbrzyskim.

## Historia
Sokolica powstała na początku XVII wieku, w 1631 roku było tu zaledwie pięć domów. W 1748 roku był tu młyn wodny, a w 1765 roku miejscowość zamieszkiwało 31 zagrodników i chałupników. W roku 1840 w Sokolicy były: dwór, młyn wodny, gorzelnia i 54 domy, większość mieszkańców utrzymywała się z tkactwa. Pod koniec XIX wieku po upadku tkactwa chałupniczego Sokolica przekształciła się w niewielkie letnisko. Podczas największej katastrofy górniczej w historii noworudzkiego górnictwa w kopalni "Ruben" 10.05.1941 r. na skutek zawału zginęło 187 górników, w tym 4 mieszkańców Sokolicy. Po 1945 roku wieś nie została w pełni zaludniona, a część domów popadła w ruinę i została rozebrana. W 1978 roku Sokolica liczyła 127 mieszkańców, w 1988 roku ich liczba spadła do 108.

## Szlaki turystyczne
Przez wieś przebiegają dwa znakowane szlaki turystyczne:
- Główny Sudecki Szlak Konny prowadzący Lądka-Zdroju do Karpacza,
- Kościelec - Góra Wszystkich Świętych - Góra Świętej Anny - Przełęcz pod Krępcem - Nowa Ruda - Włodzicka Góra - Świerki Dolne - Kompleks Gontowa - Sokolec - Schronisko Sowa - Wielka Sowa.